# Khandra
Khandra là một thị trấn thống kê (census town) của quận Barddhaman thuộc bang Tây Bengal, Ấn Độ.

## Nhân khẩu
Theo điều tra dân số năm 2001 của Ấn Độ, Khandra có dân số 13.490 người. Phái nam chiếm 54% tổng số dân và phái nữ chiếm 46%. Khandra có tỷ lệ 57% biết đọc biết viết, thấp hơn tỷ lệ trung bình toàn quốc là 59,5%: tỷ lệ cho phái nam là 66%, và tỷ lệ cho phái nữ là 46%. Tại Khandra, 13% dân số nhỏ hơn 6 tuổi.